# Yokono Junki
Yokono Junki (横野 純貴 Yokono Junki, sinh ngày 7 tháng 10 năm 1989) là một cầu thủ bóng đá người Nhật Bản.

## Thống kê câu lạc bộ
Cập nhật đến ngày 8 tháng 3 năm 2018.
| Thành tích câu lạc bộ | Thành tích câu lạc bộ | Thành tích câu lạc bộ | Giải vô địch | Giải vô địch | Cúp                   | Cúp                   | Cúp Liên đoàn | Cúp Liên đoàn | Tổng cộng | Tổng cộng |
| Mùa giải              | Câu lạc bộ            | Giải vô địch          | Số trận      | Bàn thắng    | Số trận               | Bàn thắng             | Số trận       | Bàn thắng     | Số trận   | Bàn thắng |
| Nhật Bản              | Nhật Bản              | Nhật Bản              | Giải vô địch | Giải vô địch | Cúp Hoàng đế Nhật Bản | Cúp Hoàng đế Nhật Bản | Cúp Liên đoàn | Cúp Liên đoàn | Tổng cộng | Tổng cộng |
| --------------------- | --------------------- | --------------------- | ------------ | ------------ | --------------------- | --------------------- | ------------- | ------------- | --------- | --------- |
| 2008                  | Consadole Sapporo     | J1 League             | 1            | 0            | 0                     | 0                     | 0             | 0             | 1         | 0         |
| 2009                  | Consadole Sapporo     | J2 League             | 5            | 0            | 0                     | 0                     | –             | –             | 5         | 0         |
| 2010                  | Consadole Sapporo     | J2 League             | 10           | 0            | 2                     | 0                     | –             | –             | 12        | 0         |
| 2011                  | Consadole Sapporo     | J2 League             | 14           | 4            | 1                     | 1                     | –             | –             | 15        | 5         |
| 2012                  | Consadole Sapporo     | J1 League             | 1            | 0            | –                     | –                     | 0             | 0             | 1         | 0         |
| 2012                  | Zweigen Kanazawa      | JFL                   | 9            | 2            | 0                     | 0                     | –             | –             | 9         | 2         |
| 2013                  | Consadole Sapporo     | J2 League             | 8            | 3            | 2                     | 1                     | –             | –             | 11        | 4         |
| 2015                  | Fukushima United FC   | J3 League             | 26           | 1            | 1                     | 0                     | –             | –             | 27        | 1         |
| 2017                  | ReinMeer Aomori       | JFL                   | 29           | 10           | –                     | –                     | –             | –             | 29        | 10        |
| Tổng cộng sự nghiệp   | Tổng cộng sự nghiệp   | Tổng cộng sự nghiệp   | 103          | 20           | 6                     | 2                     | 0             | 0             | 109       | 22        |